# ドラゴンパワー∞
「ドラゴンパワー∞」は、影山ヒロノブの30作目のシングルである。1994年7月21日にコロムビアエデュテイメントから発売された。

## 概要
- 劇場版『ドラゴンボールZ 超戦士撃破!!勝つのはオレだ』の主題歌と挿入歌が収録されている。
- ジャケットには孫悟天とトランクスと人造人間18号とバイオブロリーが描かれている。
- カップリング曲の「小さな戦士 〜悟天とトランクスのテーマ〜」は大矢晋が歌っている。

## 収録曲
1. ドラゴンパワー∞
作詞：森雪之丞 / 作曲：林哲司 / 編曲：戸塚修
劇場版『ドラゴンボールZ 超戦士撃破!!勝つのはオレだ』主題歌
2. 小さな戦士 〜悟天とトランクスのテーマ〜
作詞：森雪之丞 / 作曲：林哲司 / 編曲：戸塚修
劇場版『ドラゴンボールZ 超戦士撃破!!勝つのはオレだ』挿入歌